# Mollakənd (Kürdəmir)
Mollakənd è un comune dell'Azerbaigian situato nel distretto di Kürdəmir.